# Grande incêndio de Esmirna

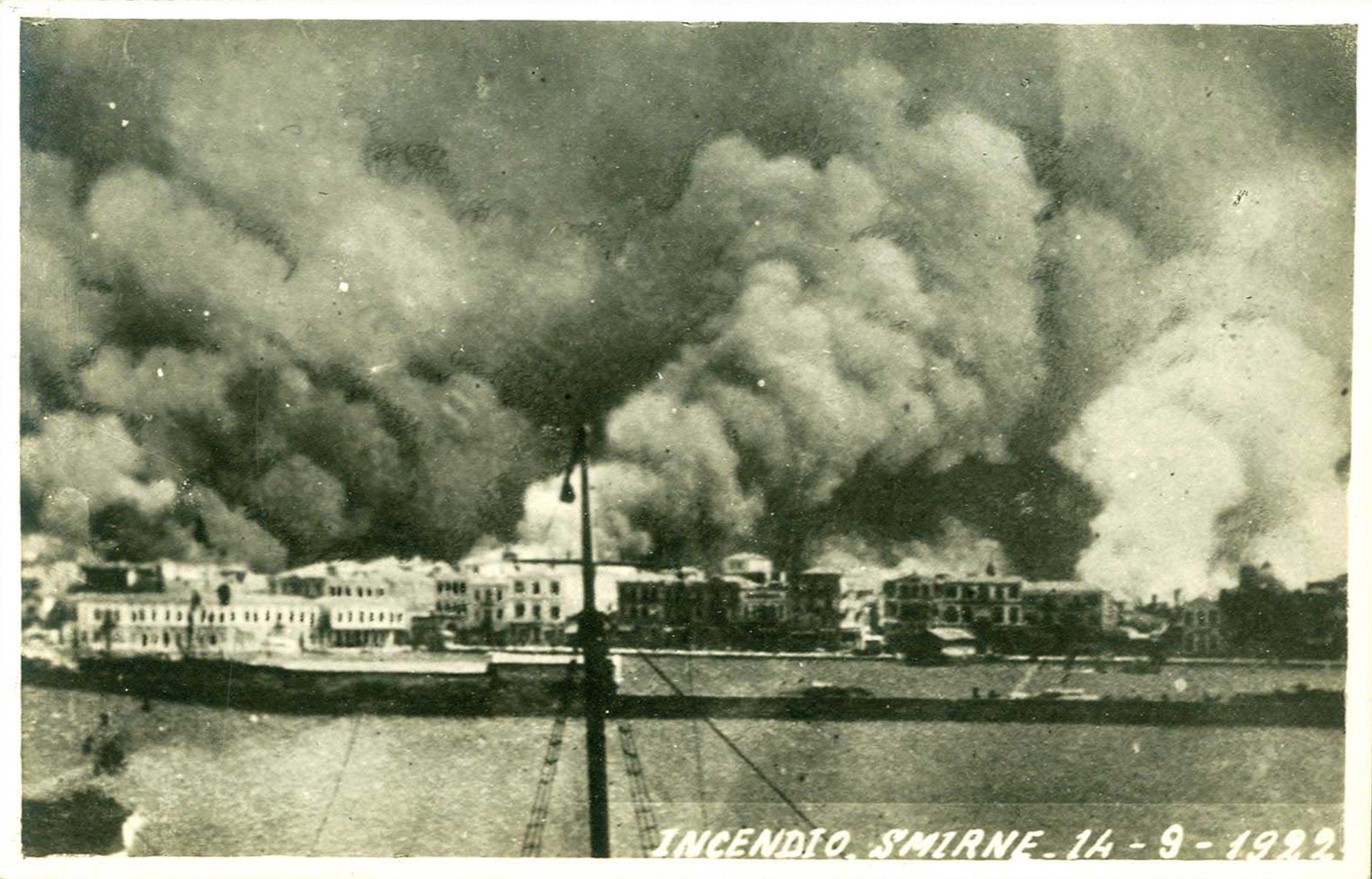
Esmirna em chamas em 14 de setembro de 1922.

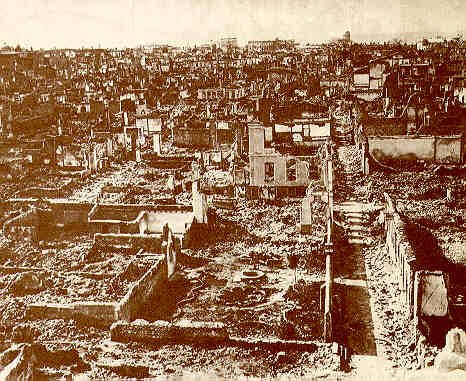
A cidade após o incêndio.

O Grande Incêndio de Esmirna ou Catástrofe de Esmirna (em grego:  Καταστροφή της Σμύρνης; em turco:  1922 İzmir Yangını; em armênio/arménio:  Զմիւռնիոյ Մեծ Հրդեհ) destruiu grande parte da cidade portuária de Esmirna (parte da atual Turquia) em setembro de 1922. Relatórios de testemunhas afirmam que o incêndio começou em 13 de setembro de 1922 e durou até ser extinto em 22 de setembro. Ocorreu quatro dias depois que as forças turcas retomaram o controle da cidade em 9 de setembro de 1922, encerrando efetivamente a Guerra Greco-Turca de 1919–1922 no campo, mais de três anos após o exército grego ter desembarcado em Esmirna em 15 de maio de 1919. A estimativa grega e as mortes de armênios resultantes do fogo variam de 10 mil a 100 mil.
Aproximadamente 50 mil a 400 mil refugiados gregos e armênios encheram a orla para escapar do incêndio. Eles foram forçados a permanecer lá em duras condições por quase duas semanas. Tropas turcas e irregulares começaram a cometer massacres e atrocidades contra a população grega e armênia na cidade antes do início do incêndio. Muitas mulheres foram estupradas.  Dezenas de milhares de homens gregos e armênios (estimativas variam entre 25 mil e pelo menos 100 mil) foram posteriormente deportados para o interior da Anatólia, onde muitos deles morreram em condições adversas.
O incêndio subsequente destruiu completamente os bairros grego e armênio da cidade; os bairros muçulmanos e judeus escaparam de danos. Existem relatos de testemunhas oculares diferentes sobre quem foi responsável pelo incêndio; várias fontes e estudiosos atribuem a culpa a soldados turcos, que atearam fogo a casas e negócios gregos e armênios. Fontes turcas tradicionais sustentam que os gregos e armênios começaram o fogo para manchar a reputação dos turcos. Testemunhos oculares foram impressos em muitos jornais ocidentais.